# Чарнковско-Тшчянски окръг
Чарнковско-Тшчянски окръг (на полски: Powiat czarnkowsko-trzcianecki) е окръг в Западна Полша, Великополско войводство. Заема площ от 1806,05 км2. Административен център е град Чарнков.

## География
Окръгът се намира в историческия регион Великополша. Разположен е в северозападната част на войводството.

## Население
Населението на окръга възлиза на 88 187 души (2012 г.). Гъстотата е 49 души/км2.

## Административно деление
Административно окръгът е разделен на 8 общини.
Градска община:
- Чарнков

Градско-селски общини:
- Община Велен
- Община Кшиж Великополски
- Община Тшчянка

Селски общини:
- Община Дравско
- Община Любаш
- Община Полайево
- Община Чарнков

## Фотогалерия
- Велен
- Кшиж Великополски
- Тшчянка
- Чарнков